# Bierghes
Bierghes (în neerlandeză Bierk, în valonă Bièrk) este o localitate (secțiune) a comunei belgiene Rebecq, situată în Regiunea Valonă, în provincia Brabantul Valon.
A fost o comună de sine stătătoare până la fuziunea comunelor din 1977, ocazie cu care o parte a teritoriului localității Saintes — inclusiv satul Wisbecq — a fost transferată către secțiunea Bierghes.

## Geografie
O mare parte din suprafața localității Bierghes este agricolă. Câmpurile și pășunile se întind cât vezi cu ochii. Pădurea Strihoux este plămânul verde al satului, deși a fost în mare parte transformată într-o zonă rezidențială.

## Toponimie
Este vorba despre un apelativ toponimic de origine germanică, berg(a), care înseamnă „colină, munte” (cf. neerlandezei berg, germanei Berg – „munte”), echivalent cu tipul roman Mons. Litera -s reprezintă supraviețuirea cazului locativ. Numele Bierghes se explică printr-o romanizare a radicalului germanic berg- („munte”), declinat în trecut în -ini / -inum.
Cercetări recente privind numele satului Bierghes, atestat și sub alte forme, inclusiv Bergeshem în 1356, arată că localitatea ar fi putut fi denumită de asemenea și concomitent berg-hem, un toponim de tip flamand. Satul Bierghes ar fi purtat, așadar, o dublă denumire: una germanică romanizată cu sensul de „colină” și cealaltă flamandă, însemnând „locuința de pe colină”.
Formele cele mai vechi ale acestui toponim permit o apropiere de Bierges (Wavre; Bergis 1209) și de Berck (Pas-de-Calais; datum Bergis 1215, Bierk 1282), toate având originea în germanicul berg.
Menținerea consoanei /g/ dure se explică prin poziționarea localității Bierghes la nord-vest de linia Joret, la fel ca în cazul lui Berck, cu o fonetică de tip picard, în timp ce Bierges, situat la est, are o fonetică de tip valon, cu trecerea de la /g/ la /d͡ʒ/, ceea ce explică omografia cu Bierges (Marne; Biergae 1158), aflat de asemenea la est de linia Joret și cu o origine posibil analogă. În ceea ce privește literele GH din Bierghes, acestea corespund unei vechi convenții grafice din Belgia și nordul Franței pentru a nota grupul GU (cf. Ghissignies, echivalent cu Guiseniers, sau prenumele Ghislain, notat Guilain în normand, echivalent cu Gislain la sud-est de linia Joret).

## Istorie
În perioada Vechiului Regim, satul Bierghes făcea parte din comitatul Hainaut. Intervențiile repetate ale castelanului din Braine-le-Comte la Bierghes, la sfârșitul secolului al XII-lea, indică faptul că Bierghes a făcut inițial parte din această castelanie, înainte de a trece, probabil la mijlocul secolului al XIII-lea, în bailliage-ul Enghien.
În timpul regimului francez, a fost comună a departamentului Dyle, iar ulterior a făcut parte din provincia Brabant (în arondismentul Bruxelles până în 1963, apoi în cel al Nivelles).

### Descoperiri arheologice
Puține vestigii arheologice au fost descoperite pe teritoriul localității Bierghes. Acest lucru se explică parțial prin întinderea mare a pădurilor care acopereau odinioară o mare parte din teritoriu. Lipsa unor prospecțiuni sistematice și a unei monitorizări arheologice a șantierelor explică, de asemenea, această lipsă de date.
Prezența gallo-romană este însă atestată în partea de nord-vest a teritoriului, la marginea actualei păduri Strihoux, nu departe de „Casa Hoților” („Maison des Voleurs”). Încă de la sfârșitul secolului al XIX-lea au fost descoperite acolo urme ale unei ocupații romane (fragmente de țigle). Mai recent, cu ocazia săpării unei tranșee pentru un gazoduct, a fost descoperită o groapă conținând ceramică de la sfârșitul Epocii Fierului sau începutul epocii gallo-romane, practic în același loc.
Aceste descoperiri, făcute la mică distanță de drumul roman Bavay–Asse, atestă prezența unei așezări umane încă de la începutul perioadei romane. Poziția exactă a acesteia rămâne, totuși, de descoperit.

### Desființarea parohiei primitive din Saintes
Cele mai vechi mențiuni ale parohiei Bierghes nu datează mai devreme de sfârșitul secolului al XII-lea. Localizarea bisericii, pe colina numită Bierghes, la foarte mică distanță de biserica din Saintes, complet izolată și separată de restul teritoriului parohial prin cursul de apă Laubecq, este surprinzătoare. Configurația graniței dintre Saintes și Bierghes, trasată riguros și formând un adevărat vârf spre interiorul teritoriului din Saintes pentru a include situl bisericii din Bierghes, arată clar că această limită a fost trasată artificial pentru a fragmenta parohia primitivă și a atașa locul în care se află biserica noului teritoriu al Bierghesului.
Biserica din Bierghes este, așadar, amplasată în locul cel mai puțin favorabil din punct de vedere geografic al teritoriului parohial. Această situație, greu de înțeles la prima vedere, se explică prin existența anterioară a unei construcții de cult (capelă) în acel loc, în momentul creării noii parohii din Bierghes. Această capelă ar fi fost apoi inclusă în teritoriul parohial nou creat, devenind biserică parohială, evitându-se astfel cheltuielile pentru construirea unei biserici noi. În mod logic, aceasta ar fi trebuit să se afle undeva mai aproape de centrul parohiei, cel mai probabil în partea centrului istoric din Ham sau chiar în Sartiau, cătun central al cărui dezvoltare trebuie să fi fost contemporană cu înființarea parohiei Bierghes.
Este localizarea bisericii noii parohii pe colina numită „Bierghes” (= deal, înălțime) care explică denumirea parohiei și, prin urmare, a satului.

### Gara
A existat odinioară o gară la Bierghes, astăzi închisă. Clădirea, construită în 1881, a fost demolată în 1994.

## Demografie
- Surse: INS - 1831 până în 1970 = recensăminte, 1976 = număr de locuitori la 31 decembrie.

## Patrimoniu =
Traversând piața împădurită din Bierghes, se remarcă biserica nouă, construită din cărămidă roșie. Aceasta are particularitatea de a fi fost concepută atât ca loc de cult, cât și ca spațiu pentru spectacole.

### Biserica Sfinții Petru și Martin

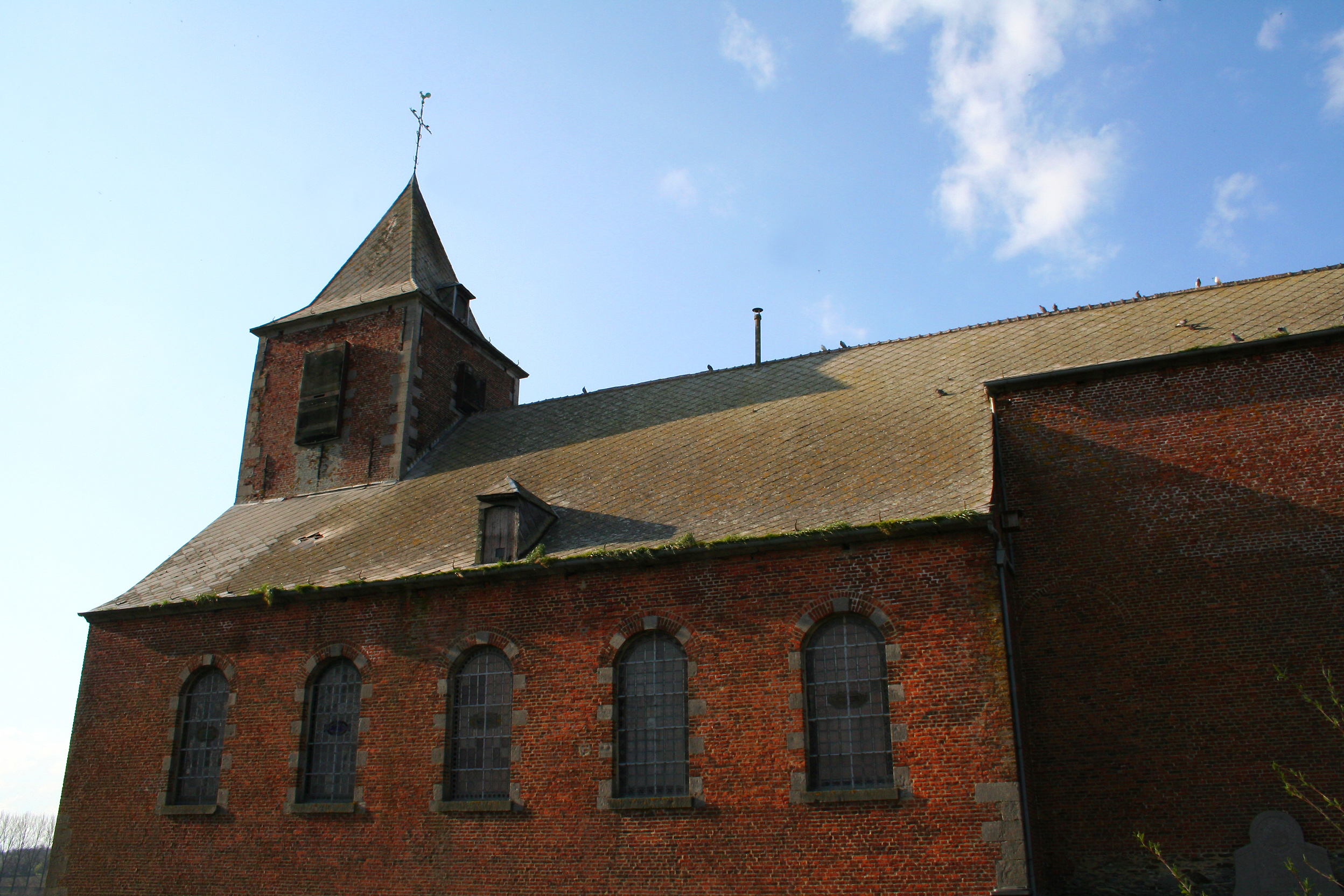
Biserica Sfinții Petru și Martin

Biserica Sfinții Petru și Martin se află cocoțată pe o colină, la marginea șoselei mari de la Hal la Enghien. Este un edificiu din secolul al XVIII-lea, cu trei nave, patru travee și șase coloane toscane din piatră. Un turn marchează fațada principală. Intrarea, încadrată de doi pilaștri, este surmontată de un arc decorat cu un profil în scobitură și cu frunze de palmier (palmete) în cheia de boltă. Piatra de bază din gresie ar putea proveni de la o clădire mai veche, vizibilă într-o gravură din Albumele de Croÿ (în jurul anului 1600) dedicată satului Bierghes.
În interiorul bisericii se găsesc pietre funerare datând din perioada 1501–1613, un frumos portal în stil Ludovic al XVI-lea, un banc de împărtășanie și confesionale sculptate artistic în stejar.
La intrare, se poate observa gisanta (efigie funerară) a Lordului de Landas. Este vorba despre piatra funerară a domnului Jacques de Landas (în jurul anului 1613), senior de Bierghes și Wisbecq.
De asemenea, această biserică adăpostește o orgă construită în 1845 de Joseph Merklin, ilustru constructor de orgi din secolul al XIX-lea (care și-a fondat fabrica în 1843 și a condus-o până în 1898, construind orgi pentru numeroase biserici și catedrale). Deoarece operele anterioare s-au pierdut, această orgă (astăzi mută), construită pentru Bierghes, este cea mai veche păstrată din manufactura sa. Potrivit organistului și muzicologului Michel Jurine, această orgă Merklin „reprezintă mărturia unică a primei maniere a faimosului constructor”. Instrumentul constituie, așadar, un martor istoric și organologic deosebit de valoros.
Cura (prezbiteriul) se află în imediata apropiere a bisericii. De stil hennuyer, această casă cu două corpuri, din cărămidă, datează sau a fost restaurată în anul 1763. Este o clădire joasă, cu acoperiș înclinat și luminatoare. De o parte și de alta a ușii cu supralumină se află două ferestre la stânga și trei la dreapta. Sub cornișă se desfășoară o friză de cărămizi dispuse decorativ. Ferestrele sunt încadrate de pietre de colț.
Întregul ansamblu (promontoriu, biserică, cură, cimitir și fermă) a fost clasat ca sit remarcabil în anul 1987.

### Casa natală a caporalului Trésignies

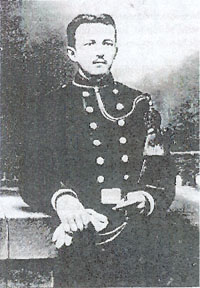
Léon Trésignies

Această casă se afla pe strada Caporal Trésignies, însă a fost demolată recent pentru a face loc unor noi construcții rezidențiale.
Caporalul Léon Trésignies s-a oferit voluntar, la 26 august 1914, pentru a coborî Pont Brûlé de lângă Vilvoorde. A traversat înot canalul Willebroeck pentru a acționa tablierul podului, moment în care a fost grav rănit de inamic și a murit. Avea 28 de ani.
În fiecare an, la 11 noiembrie, are loc o ceremonie care comemorează acest act de eroism.